# Associazione dei santuari shintoisti

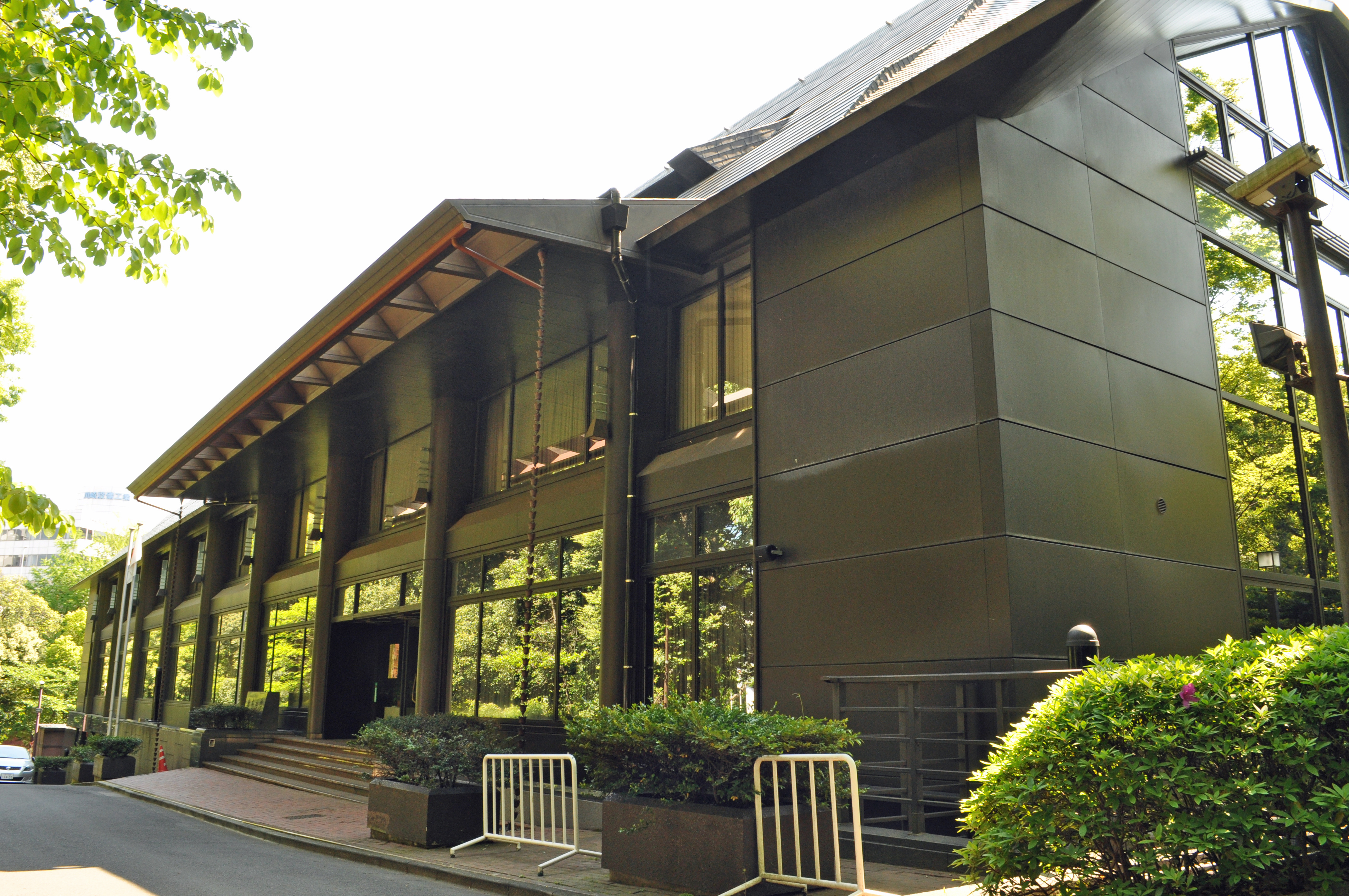
Sede della Jinja Honcho a Shibuya, Tokyo.

L'Associazione dei santuari shinto, in giapponese Jinja Honcho (神社本庁), è un'istituzione religiosa fondata nel febbraio 1946 con la separazione tra Stato giapponese e  Shintoismo, con la pubblicazione della cosiddetta Direttiva sullo  Shintoismo.
L'organizzazione ha lo scopo primario di amministrare in modo uniforme i jinja ("luoghi degli spiriti" o "degli dèi") del Giappone e conservare la tradizionale cultura religiosa giapponese. L'organizzazione amministra all'incirca 100.000 santuari e oltre 140 scuole in tutto il Giappone e negli ultimi decenni ha riconosciuto anche santuari eretti in Paesi esteri e ordinando i primi sacerdoti shinto di etnia non giapponese (e.g. il Santuario di San Marino). Nonostante l'amministrazione comune, tutti i santuari  shintoisti godono di una certa autonomia, in quanto ognuno ha una propria storia di fondazione.

## Centri amministrativi e affiliazioni
La sede centrale della Jinja Honcho si trova a Tokyo. Da questo nucleo dipendono organi sussidiari in ogni prefettura del Giappone detti jinjacho. Essi amministrano i santuari delle rispettive prefetture e forniscono informazioni su santuari, loro festività e attività di vario genere. La Jinja Honcho gestisce anche una biblioteca consistente in 28.000 testi sullo  Shintoismo.
Ogni santuario ha relativa autonomia, potendo definire ulteriormente la propria forma di amministrazione e approccio ai fedeli. I santuari più importanti fungono ad esempio da santuari madre per decine di santuari affiliati rendenti culto alla stessa divinità e dislocati in vari territori del Giappone.

## Obiettivi e attività
Gli obiettivi principali della Jinja Honcho sono i seguenti:
- Formare e guidare il clero dei santuari shintoisti;
- Far rispettare le festività, i riti e promuovere la morale tradizionale;
- Contribuire alla prosperità della società giapponese e mondiale;
- Favorire la pace nel mondo.